# Стефаново (Перникская область)
Стефаново (болг. Стефаново) — село в Болгарии. Находится в Перникской области, входит в общину Радомир. Население составляет 441 человек.

## Политическая ситуация
В местном кметстве Стефаново, в состав которого входит Стефаново, должность кмета (старосты) исполняет Веселин Иванов Василев (Болгарская социал-демократия) по результатам выборов правления кметства.
Кмет (мэр) общины Радомир — Красимир Светозаров Борисов (Болгарская социалистическая партия (БСП)) по результатам выборов в правление общины.